# Helsingörs syklubb

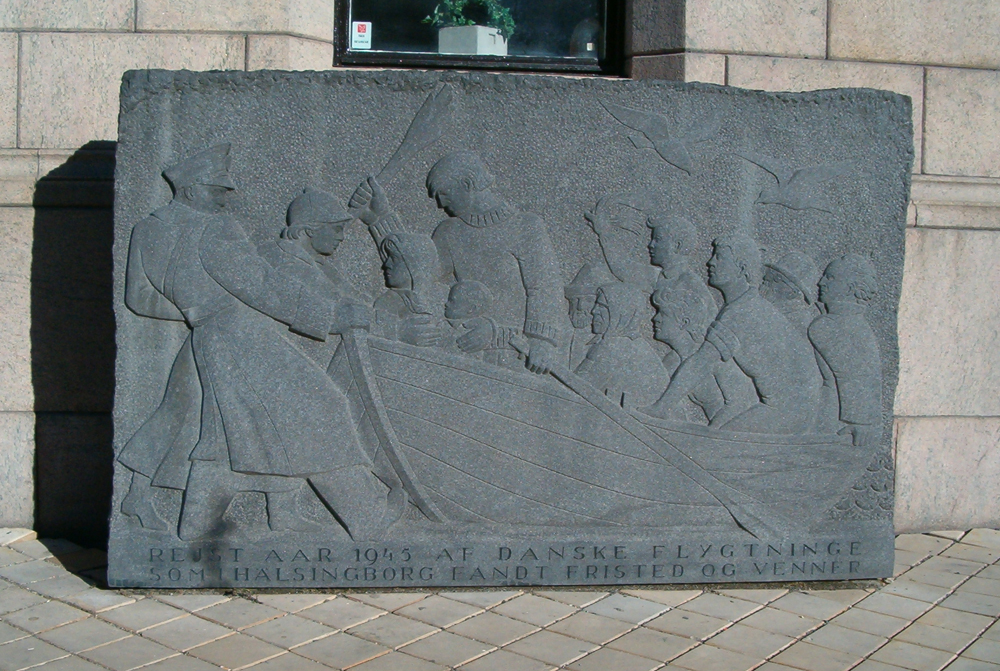
En dansk minnessten vid Helsingborgs rådhus som tack för den hjälp man fått från den svenska sidan.

Helsingörs syklubb (danska: Helsingør Syklub) var en flyktvägsorganisation i Danmark under andra världskriget. Man skeppade över cirka 1 400 militärer, efterlysta motståndsmän och judiska flyktingar från den 10 oktober 1943 till juni 1944.
Protesterna mot den tyska ockupationen ökade sommaren 1943 och tyskarna ansåg att den danska regeringen inte gjorde tillräckligt för att stävja detta. Därför införde man undantagstillstånd och avväpnade den danska militären. I oktober samma år ökade den tyska förföljelsen av judar i landet och man började samla ihop dem för att skicka dem till koncentrationsläger. Detta ledde till en mycket stor flykt av danska judar över Öresund till det neutrala Sverige. I Helsingborg anlände hundratals flyktingar varje natt, som så småningom blev så många att man var tvungen att hyra det vinterstängda Ramlösa brunnshotell som uppsamlingsplats.
I Helsingör var det främst skeppshandlare Jensen, fiskaren Christensen och krögaren på Snekkerstens Kro, H.C. Thomsen, som hjälpte flyktingar över. Däremot var det även många fiskare som krävde stora summor pengar för att skeppa över flyktingarna och som en protest mot denna verksamhet bildades Helsingörs syklubb på initiativ från reservofficeren Erling Kiær. Gruppen bestod, förutom Kiær, av polismannen Thormod Larsen, revisor Ove Bruhn och redaktör Børge Rønne, som var den som kom på det vilseledande namnet. Syklubben anskaffade den 10 oktober en egen båt och Kjær praktiskt taget bosatte sig i Helsingborg, där han slöt avtal med de svenska myndigheterna. Han seglade därefter dagliga turer, till en början även under dagens ljusa timmar, mellan Snekkersten och Helsingborg där man skeppade över huvudsakligen militärer och efterlysta motståndsmän. Med tiden började Gestapo komma klubben på spåren och man flyttade verksamheten längre norrut, till Helsingör, där man började segla på nätterna från Marienlyst badhotell.
Syklubben samarbetade nära med helsingborgspoliserna Göte Friberg, Carl Palm och konstaplarna Olson och Feldt, vilka var villiga att kringgå kraven på neutralitet från svensk sida. Från och med slutet av 1943 ökade tyskarna sin patrullering av Öresund och den 20 januari 1944 ertappades man av en tysk patrull när man försökte skeppa över två turer från Hellebæk. Tyskarna öppnade eld och Thormod Larsen träffades och invalidiserades. Turerna klarade sig däremot över sundet. Den 12 maj 1944 lyckades tyskarna gripa Erling Kiær utanför Viken efter information man fått fram genom tortyr av en av gruppens yngre medlemmar, Leif Olsen, som gripits tidigare. Kiær, som fram till dess hade fört över 1 400 flyktingar, fördes till koncentrationsläger, men han överlevde och återvände till Danmark efter kriget. Lika lyckosam var inte krögaren H.C. Thomsen, som greps samma månad och även han skickades till koncentrationsläger, där han avled i december 1944. I och med Thomsens gripande hade tyskarna lyckats spränga alla flyktvägar från Danmark till Sverige.